# Municipio Alberto Arvelo Torrealba
Alberto Arvelo Torrealba es uno de los 12 municipios que forman parte del Estado Barinas, Venezuela. Se encuentra ubicado al noroeste de Barinas en el pie de monte andino. Tiene una superficie de 769 km² y una población de 41 232 habitantes (censo 2011). La capital del municipio es Sabaneta, se divide administrativamente en 2 parroquias: Parroquia Sabaneta, con capital en la ciudad del mismo nombre y la Parroquia Juan Antonio Rodríguez Domínguez, con capital en la localidad de Veguitas,Santa Rita,SanHipolito Y Los Poblados 1,2,3,4. Destaca la presencia de los embalses de Masparro y el de Boconó.

## Historia

### Toponimia
El nombre del municipio rinde homenaje a Alberto Arvelo Torrealba, un notable escritor, diplomático, político y académico de la lengua española nacido en Barinas, autor de la legendaria obra Florentino y el diablo y de varios otros escritos, mayoritariamente de género poético.

## Geografía

### Organización parroquial
1. Sabaneta (Sabaneta)
2. Juan Antonio Rodríguez Domínguez (Veguitas)

## Economía
El municipio Alberto Arvelo Torrealba, posee una economía con alto potencial en los sectores de la ganadería y la agricultura. Además, cuenta con industrias procesadoras de frutas y una infraestructura agroindustrial en desarrollo.
Uno de los principales proyectos económicos de la región es el Complejo Agroindustrial Azucarero "Ezequiel Zamora" (CAAEZ), considerado como uno de los centrales azucareros más modernos de América del Sur. Actualmente en fase final de construcción, el complejo comprende nueve instalaciones industriales, entre ellas una planta para azúcar morena, otra para azúcar refinada, una planta eléctrica, instalaciones para la producción de abono orgánico, una destilería, una fábrica de ron, una planta de recuperación de dióxido de carbono, una instalación para la elaboración de piensos balanceados y otra para la fabricación de bloques nutricionales.
El CAAEZ representa una apuesta estratégica para el desarrollo sustentable y la diversificación productiva del municipio y del estado Barinas.

## Gastronomía
- Carnes: asada en vara y "entreverao llanero". Picadillo de carne seca y fresca, Piscillo de Chigüire, pescado, carne y babo seco.
- Carne de cacería: lapa, chácharo, picure, venado, güire, conejo en salsa o asado. Sancochos de carne de res, aves o pescados (curito).
- Contornos: arepas, yuca y plátano verde o maduro (sancochado o frito).
- Productos lácteos de vaca, cabra y búfala: queso llanero, de mano, cuajada y suero llanero.
- Dulces: Lechosa, higo, guayaba, toronjas, coco, corozo y batata en sus diferentes presentaciones. Dulces a base de leche y majarete.
- Bebidas típicas: Licor de cubarro, ponche de San Juan, vino de palma y chicha de maíz.[4]

## Política y gobierno

### Alcaldes
| Período     | Alcalde                | Partido político / Alianza | % de votos | Notas |
| ----------- | ---------------------- | -------------------------- | ---------- | --- |
| 1989 - 1992 | Reinaldo Garrido       | AD                         | 55,19      | Primer alcalde bajo elecciones directas |
| 1992 - 1995 | Humberto Delgado       | COPEI                      | 39,27      | Segundo alcalde bajo elecciones directas |
| 1995 - 2000 | Gilberto Telles Suárez | AD                         | -          | Tercer alcalde bajo elecciones directas (se realizaron elecciones generales adelantadas en el 2000 debido a la aprobación de la Constitución de 1999) |
| 2000 - 2004 | Noel Zamudia           | MVR                        | 46,63      | Cuarto alcalde bajo elecciones directas |
| 2004 - 2008 | Aníbal Chávez          | MVR                        | 99,11      | Quinto alcalde bajo elecciones directas |
| 2008 - 2013 | Aníbal Chávez          | PSUV                       | 80,54      | Reelecto (se postergan 1 año las elecciones municipales pautadas para finales del 2012)                                                               |
| 2013 - 2016 | Aníbal Chávez          | PSUV                       | 62,87      | Reelecto (falleció el 17 de julio del 2016) |
| 2016 - 2017 | Piana León             | PSUV                       | -          | Alcaldesa Encargada tras la muerte del alcalde Aníbal Chávez. designada desde el 22 de julio del 2016 hasta concluir el mandato)                      |
| 2017 - 2021 | Zenaida Gallardo       | PSUV                       | 66,54      | Sexto alcalde bajo elecciones directas |
| 2021 - 2025 | Alexander Camacho      | PSUV                       | 51,76      | Séptimo alcalde bajo elecciones directas |

### Concejo municipal
Período 1989 - 1992
| Concejales:                   | Partido político / Alianza |
| ----------------------------- | -------------------------- |
| Aracelis González de Landaeta | AD                         |
| Dominga Urquiola de López     | AD                         |
| Gamaliel Rodríguez            | AD                         |
| Teofilo Ramón Castillo        | AD                         |
| Humberto Delgado              | COPEI                      |
| Anibal Chávez                 | COPEI                      |
| Carlos Chacón                 | MAS                        |

Período 1992 - 1995
| Concejales:            | Partido político / Alianza |
| ---------------------- | -------------------------- |
| Roy Juárez             | COPEI                      |
| Manuel Paredes         | COPEI                      |
| Eustoquio Castellanos  | COPEI                      |
| Onesima Caruzi         | AD                         |
| Gilberto Telles Suárez | AD                         |
| Miriam de Castillo     | AD                         |
| Gamaliel Rodríguez     | MODA                       |

Período 1995 - 2000
| Concejales:    | Partido político / Alianza |
| -------------- | -------------------------- |
| Benito Viera   | AD                         |
| José García    | AD                         |
| Enrique Orduño | AD                         |
| Juan Venero    | AD                         |
| Nicolas Osuna  | AD                         |
| Hermes Torres  | COPEI                      |
| Trino Frias    | COPEI                      |

Período 2013 - 2018
| Concejales     | Partido político / Alianza |
| -------------- | -------------------------- |
| Amilcar Cesare | PSUV                       |
| Saúl Pacheco   | PSUV                       |
| Piana León     | PSUV                       |
| Elio Contreras | PSUV                       |
| Juan Acevedo   | PSUV                       |
| Rafael Andrade | PSUV                       |
| Rafael Davila  | PSUV                       |

Período 2018 - 2021
| Concejales       | Partido político / Alianza |
| ---------------- | -------------------------- |
| Juan Salas       | PSUV                       |
| Nurquis Guerrero | PSUV                       |
| Piana León       | PSUV                       |
| Felix Salas      | PSUV                       |
| Ramon Frías      | PSUV                       |
| Zandra Nieto     | PSUV                       |
| Rafael Andrade   | PSUV                       |

Período 2021 - 2025
| Concejales:        | Partido político / Alianza |
| ------------------ | -------------------------- |
| Gismeira Arraez    | PSUV                       |
| Maira Burgos       | PSUV                       |
| Jonathan Hernández | PSUV                       |
| José Araujo        | PSUV                       |
| Mary Córdova       | PSUV                       |
| Rebeca Lucena      | PSUV                       |
| Rufo Molina        | AP                         |